# The Dream Society
The Dream Society è il ventesimo album di Roy Harper

## Storia
Il filo conduttore dell'album ruota intorno ad eventi della vita di Harper, dalla scomparsa prematura della madre sino al raggiungimento dei 50 anni. Altri importanti eventi raccontati includono la fine del matrimonio e la personale esperienza con l'abuso di droghe.
Una pre-produzione (di circa 3000 copie) contiene un bonus CD in cui sono presenti estratti dall'album accompagnati dai commenti di Harper (Science Friction  HUCD30A). È stato pubblicato anche un CD promozionale con commenti leggermente differenti (Science Friction HUCD100).

## Tracce
1. "Songs Of Love" - 6:59
2. "Songs Of Love (Pt 2)" - 4:50
3. "Dancing All The Night" - 6:12
4. "Psychopath" - 2:45
5. "I Want To Be In Love" - 5:58
6. "Drugs For Everybody" - 5:04
7. "Come The Revolution" - 6:09
8. "Angel Of The Night" - 5:10
9. "The Dream Society" - 8:35
10. "Broken Wing" - 6:42
11. "These Fifty Years" - 14:27

### Bonus CD Edizione Limitata (HUCD030A)
1. "The Dream Society" (full version) - 8:16
2. "Songs Of Love" (spoken introduction) - 1:08
3. "Songs Of Love" (excerpt) - 1:10
4. "Songs Of Love (Part 2)" (spoken introduction) - 0:47
5. "Songs Of Love (Part 2)" (excerpt) - 1:03
6. "Dancing All The Night" (spoken introduction) - 1:34
7. "Dancing All The Night" (excerpt) - 1:02
8. "Psychopath" (excerpt) - 0:56
9. "Psychopath" (spoken introduction) - 1:49
10. "I Want To Be In Love" (spoken introduction) - 0:21
11. "I Want To Be In Love" (excerpt) - 1:20
12. "Drugs For Everybody" (spoken introduction) - 1:38
13. "Drugs For Everybody" (excerpt) - 0:54
14. "Come The Revolution" (spoken introduction) - 1:25
15. "Come The Revolution" (excerpt) - 0:57
16. "Angel Of The Night" (spoken introduction) - 0:23
17. "Angel Of The Night" (excerpt) - 1:18
18. "The Dream Society" (spoken introduction) - 3:27
19. "Broken Wing" (spoken introduction) - 0:47
20. "Broken Wing" (excerpt) - 1:13
21. "These Fifty Years" (spoken introduction) - 2:26
22. "These Fifty Years" (excerpt) - 1:26

### CD Promozionale (HUCD100)
1. "The Dream Society" (full version) - 8:16
2. "Songs Of Love" (spoken introduction) – 1:16
3. "Songs Of Love" (excerpt) - 1:08
4. "Songs Of Love" (Part 2) (spoken introduction) - 0:54
5. "Songs Of Love" (Part 2) (excerpt) - 1:03
6. "Dancing All The Night" (spoken introduction) - 0:45
7. "Dancing All The Night" (excerpt) - 1:00
8. "Psychopath" (excerpt) - 0:56
9. "Psychopath" / "I Want To Be In Love" (spoken introduction) - 1:16
10. "I Want To Be In Love" (excerpt) - 1:21
11. "Drugs For Everybody" (spoken introduction) - 0:30
12. "Drugs For Everybody" (excerpt) - 0:54
13. "Come The Revolution" (spoken introduction) - 0:16
14. "Come The Revolution" (excerpt) - 0:57
15. "Angel Of The Night" (spoken introduction) - 0:25
16. "Angel Of The Night" (excerpt) - 1:15
17. "The Dream Society" (spoken introduction) - 1:02
18. "Broken Wing" (excerpt) - 1:10
19. "Broken Wing" (spoken introduction) - 0:04
20. "These Fifty Years" (spoken introduction) - 3:30
21. "These Fifty Years" (excerpt) - 1:29

## Formazione
- Roy Harper - steel guitar, voce
- Ian Anderson - flauto
- Steve Barnard - batteria e percussioni
- Noel Barrett - basso
- John Fitzgerald - tastiere, pianoforte, organo Hammond, fiati, concertina e arpa
- Nick Harper - chitarra acustica e chitarra elettrica
- Felix Howard - basso
- Misumi Kosaka - voce
- Colm O'Sullivan - tastiere
- Ric Sanders - violino
- Bonnie Shaljean - arpa
- Jeff Ward - chitarra, basso, mandolino e percussioni